# Соломко Анатолій Васильович
Анато́лій Васи́льович Соло́мко — український науковець, доктор медичних наук, винахідник.

## Життєпис
Народився 25 липня 1947 року в місті Шпо́ла, Черкаської області. В дитинстві захоплювався шахами. Став кандидатом в майстри спорту з самбо.
У 1974 року закінчив Вінницький медичний інститут імені М. І. Пирогова.
1999 року здобув науковий ступінь доктора медичних наук. Тема дисертації «Розробка і обґрунтування способів формування та захисту анастомозів в абдомінальній хірургії (Експериментально-клінічне дослідження)».
Є автором і співавтором понад 100 наукових праць, 20 раціоналізаторських пропозицій та методичних рекомендацій та 8 патентів.
Доцент; з 2005 року працює на кафедрі загальної та невідкладної хірургії НМАПО імені П. Л. Шупика; на кафедрі відповідає за навчання інтернів-суміжників.
Серед робіт: «Шовно-клейові методи формування кишкових астомозів», співавтори А. П. Радзіховський, М. І. Знаєвський, 2015.